# دوگان (روستا)
دوگان، روستایی از توابع بخش عقدا شهرستان اردکان در استان یزد ایران است.

## جمعیت
این روستا در دهستان عقدا قرار دارد و براساس سرشماری مرکز آمار ایران در سال ۱۳۸۵، جمعیت آن ۱۱ نفر (۵خانوار) بوده‌است.